# Magdalena Hawryła
Magdalena Hawryła (ur. 1 stycznia 1989 w Rybniku) – polska siatkarka, grająca na pozycji środkowej. W maju 2016 roku została powołana do reprezentacji Polski na rozgrywki Grand Prix. Po sezonie 2021/2022 zakończyła karierę.

## Sukcesy klubowe
Mistrzostwo Polski:
- 2020
- 2017, 2019